# Trähantverk
Trähantverk syftar på det hantverk som görs av materialet trä. Det finns olika typer av trähantverk: snickeri, snideri, täljning, svarvning, båtbyggande, tunnbindning, spånflätning, hyvling, slipning.

## Utveckling
Under vikingatiden utvecklades ett avancerat trähantverk i bland annat Norge, vilket bland annat bevarats i kvarvarande stavkyrkor.